# Linia kolejowa Tallinn – Narwa
Linia kolejowa Tallinn – Narwa – jedna z głównych linii kolejowych w Estonii, łącząca stolicę kraju z trzecim co do wielkości miastem oraz z Federacją Rosyjską. Linia ma standardowy dla Estonii rozstaw szyn 1520 mm i jest zelektryfikowana jedynie na odcinku Tallinn – Aegviidu.
Krajowe połączenia na linii realizowane są przez Eesti Liinirongid (Elron). Oprócz tego GoRail we współpracy z Kolejami Rosyjskimi realizowało międzynarodowe połączenia do Moskwy i Petersburga (trzy razy w tygodniu od lutego 2020, jednak w marcu 2020 połączenia zostały zawieszone ze względu na pandemię COVID-19).
Linia została otwarta w 1870 roku jako część najstarszej w Estonii linii z Gatczyny przez Narwę, Tapę i Tallinn do Paldiski.

## Połączenie z innymi liniami kolejowymi
- Tallinn – Keila
- Tallinn – Viljandi oraz Tallinn – Parnawa – na odcinku do Lelle stanowią tę samą linię, łączącą stolicę z południem kraju
- Tapa – Tartu – wraz z linią do Narwy tworzą korytarz łączący Tallinn z drugim największym miastem w Estonii – Tartu
- Rakvere – Kunda

### Z nieistniejącymi liniami
- Sonda - Mustvee
- Sonda – Aseri – towarowa linia łącząca miasteczko Sonda z nadmorskim miasteczkiem przemysłowym Aseri, w którym znajdowała się duża fabryka cementu. Obecnie rozważa się odbudowanie linii w związku z budową portu w Aseri[5].